# Analogie (Sprachwissenschaft)
Analogie als sprachwissenschaftlicher Begriff ist die Angleichung einer (vor allem lautlichen) Form an eine oder mehrere bereits vorhandene Form(en). Sie steht als kognitive Operation (und somit als Sprecherstrategie) den Sprechern stets zur Verfügung und spielt eine besondere Rolle im grammatischen Wandel und im Spracherwerb. Sie wurde von den Junggrammatikern als Gegengewicht zum Prinzip der Ausnahmslosigkeit der Lautgesetze angenommen und ist in dieser Lehre der zweite Hauptfaktor im Sprachwandel.
Die Analogie basiert auf der Assoziation entweder voneinander lautlich entsprechenden Wörtern oder einander grammatisch entsprechenden Wortformen, die dann aneinander angepasst werden. Genauer: Sie besteht in der Anwendung einer Proportion nach folgendem Schema:
{\displaystyle a_{1}:b_{1}=a_{2}:b_{2}}
Hier sind a1, a2 und b1 gegeben; und b1 ist a1 ähnlich. Aufgrund dieser Ähnlichkeit schließt man, dass die vierte Form b2 sein muss. Es seien z. B. a1 = lebe, a2 = lebte und b1 = webe. Dann ist b2 = webte. Die ursprünglich überlieferte Form wob kommt bei der Anwendung der Proportion nicht vor; sie kann daher langfristig durch die analogisch gebildete Form ersetzt werden. Allerdings können die ursprünglich überlieferte und die neue Form eine Zeit lang konkurrieren. Setzt die Analogie sich durch, kommt es zu einem Ausgleich innerhalb des sprachlichen Systems und damit zu seiner Vereinfachung (Sprachökonomie).

## Analogie in der Sprachentwicklung
Häufig angeführte Beispiele für die Wirkung der Analogie in der Sprachgeschichte sind dt. backen – Präteritum backte statt buk nach dem Vorbild dt. hacken – Präteritum hackte und dt. des Nachts nach dem dt. Vorbild des Tag(e)s. Weitere Beispiele: Frühneuhochdeutsch ich / er was wurde durch neuhochdeutsch ich / er war ersetzt, wobei der Singular an die Formen des Plurals angepasst wurde; frühneuhochdeutsch du darft / solt / wilt wurde durch neuhochdeutsch du darfst / sollst / willst ersetzt, wodurch die 2. Person Singular einiger Modalverben an die Formen der großen Masse der Verben angeglichen wurde.

## Analogie als Sprecherstrategie
In der Spracherwerbsforschung gilt die Analogie als eine Strategie unter mehreren, die Kinder anwenden, um bestimmte Lernvorgänge zu bewältigen. Sie nehmen sich eine bereits gelernte Form zum Vorbild, um noch nicht beherrschte Formen danach zu bilden. So kommt es zum Beispiel zu den häufig beobachteten schwachen Präterita von an sich starken Verben: *(ich) singte und dergleichen. Auf die gleiche Weise kommen oft abweichende Pluralformen zustande: statt Hunde etwa *Hünde oder *Hünder. Die gleiche Strategie setzen auch Erwachsene ein, wenn sie einen Ausdruck benutzen, dessen Verwendungsbedingungen ihnen nicht völlig vertraut sind. Wenn durch Anwendung der Analogie falsche Sprachformen entstehen, spricht man von Übergeneralisierungen.

## Richtung der Analogie
Wenn die Flexion eines Wortes Unregelmäßigkeiten aufweist, besteht eine Tendenz, diese Unregelmäßigkeiten zu beseitigen (= Sprachökonomie). Der im Abschnitt Analogie in der Sprachentwicklung erwähnte Fall der Modalverben ist ein Musterbeispiel dafür: Fast alle Verben drückten in frühneuhochdeutscher Zeit die 2. Person Singular durch die Endung -st aus, einige wenige aber durch -t. Beide Formen könnten zum Vorbild für die Umgestaltung der jeweils anderen werden. Die wahrscheinliche Richtung ist aber, dass die wenigen Verben, die -t haben, sich nach den vielen anderen richten. Genau das ist auch geschehen.
Mit der generellen Frage, in welcher Richtung solche Umgestaltungsprozesse verlaufen, hat sich der polnische Sprachwissenschaftler Witold Mańczak befasst. Er hat eine ganze Reihe von Hypothesen aufgestellt, welche Formen wahrscheinlich als Vorbilder für die Umgestaltung dienen sollten. Zu diesen Hypothesen gehört die Annahme, dass der Singular der Wörter eher ihren Plural beeinflusst als umgekehrt, der Indikativ eher die anderen Modi als umgekehrt und so weiter.